# Estanislao Zeballos
Estanislao Severo Zeballos (Rosario, Argentina, 27 de julio de 1854 - Liverpool, Reino Unido, 4 de octubre de 1923) fue un jurista, político, periodista, catedrático, historiador, etnógrafo, geógrafo, legislador y novelista argentino y uno de los más destacados intelectuales y políticos de la generación del 80, que ocupó tres veces el cargo de Ministro de Relaciones Exteriores de su país. En su artículo Suma Geográfica Argentina, indicaba que la Argentina existía un reducido número de indios y negros, lo que le brindaba superioridad sobre sus vecinos latinoamericanos que eran todos mestizos. Fue también uno de los impulsores de la campaña del desierto, que buscaba vencer a los indios de las pampas; una de sus frases al respecto fue: "La barbarie está maldita y no quedarán en La Pampa ni los vestigios de sus huesos".
En 1907, durante su gestión como ministro de relaciones exteriores, se produjo una grave crisis diplomática con el Uruguay por los límites divisorios de las aguas del Río de la Plata, que aún no estaban determinados.

## Nacimiento y familia
Nació en la villa del Rosario el 27 de julio de 1854.
Su padre fue ayudante del general Juan Pablo López, herido en 1838 en lucha contra los indios; en 1850, con el grado de mayor, fue capitán del puerto de Rosario y se plegó al avance del Ejército Grande de Justo José de Urquiza en 1851, ascendiendo a teniente coronel. Se desempeñó como Juez de Policía de Rosario en 1853 y efectuó la primera nomenclatura de las calles de la ciudad.
Ambos progenitores estaban emparentados con familias históricas e influyentes de Rosario, lo que facilitó el ascenso profesional, social y político de Estanislao. Su madre provenía del tronco familiar de los López Jordán y Francisco Ramírez, y durante su juventud fueron importantes los vínculos sociales y políticos con el urquicismo, especialmente a través de Martín Ruiz Moreno, abogado del general Urquiza.
En su juventud, mientras acompañaba a su padre cerca de la posta de Arequito, sufrió el ataque de un malón de indios ranqueles, del que lograron salvarse huyendo al galope.
Estudió en la Escuela de Artes y Oficios de su ciudad natal, y por mediación del gobernador mitrista Nicasio Oroño, a los doce años de edad fue becado para proseguir sus estudios iniciados en el Colegio Nacional de Buenos Aires.
Entre 1870 y 1871 la ciudad fue atacada por el flagelo de la fiebre amarilla. Se había constituido una Comisión Popular de Salubridad, presidida por José C. Paz, y Zeballos –entonces estudiante– colaboró como auxiliar de la misma, dando asistencia o trasladando los cadáveres de la tragedia. Zeballos contrajo la enfermedad, aunque salvó su vida.
Estudió en la Universidad de Buenos Aires, cursando en la Facultad de Derecho y en la de Ciencias Exactas, Físicas y Naturales.
Dirigió la protesta estudiantil de 1871, causada por el suicidio del estudiante Roberto Sánchez, que había sido injustamente reprobado en un examen. La protesta inició importantes cambios en la formación académica de la universidad porteña, primer antecedente de la Reforma del 18. Fue uno de los fundadores de la "Junta Revolucionaria pro Reforma Universitaria", junto a Pedro N. Arata, Francisco y José Ramos Mejía, Lucio V. López, Juan Carlos Belgrano, José María Cantilo (h), Francisco B. Pico y otros. Zeballos fue elegido secretario de la Junta Directiva, de la que Belgrano fue presidente.
Se graduó en jurisprudencia en 1874, comenzando a ejercer como profesor inmediatamente en el Colegio Nacional. Ese mismo año, José C. Paz lo empleó como cronista del diario La Prensa, al que estuvo ligado toda su vida; llegando a ser su redactor en jefe y director. Cuando el 24 de septiembre de ese mismo año José C. Paz cerró el diario La Prensa para unirse a la revolución mitrista, Zeballos se unió a la misma y fue secretario de campaña de Bartolomé Mitre. La revolución fue vencida en la batalla de La Verde y pasó algún tiempo en prisión.[cita requerida]

## Actuación científica y escritor de la frontera
Estanislao Zeballos fue también un destacado científico. Cursando sus estudios, en 1872 participó de la fundación de la "Sociedad de Estímulo Científico", convertida inmediatamente en la "Sociedad Científica Argentina", editora de la Revista Anales, siendo uno de sus miembros más activos.
Para sostenerse durante su estadía en Buenos Aires, durante algún tiempo fue escribiente del naturalista alemán Germán Burmeister, Director del Museo Público. En 1875 presentó a la Sociedad Científica Argentina el proyecto de fundación del Museo de Ciencias Naturales. Un año antes había realizado excavaciones en las barrancas del río Paraná, hallando los restos de un gliptodonte, y dos años más tarde publicó en colaboración con el ingeniero Pedro Pico un informe sobre el túmulo prehispánico de Campana, que inició la sistematización de las investigaciones de arqueología en el país.
Apoyó la expedición de Francisco Pascasio Moreno para explorar las cuencas de los ríos Negro y Limay. Años después recogió las informaciones obtenidas, proponiendo el traslado de la frontera sur hasta el río Negro en su obra La conquista de quince mil leguas, publicada en 1878. Escribió el libro en pocas semanas, a pedido del general Julio Argentino Roca, con la finalidad de convencer a los miembros del Congreso de la Nación Argentina de financiar la Conquista del Desierto que ya estaba iniciando el entonces ministro de guerra. 
En 1879 fundó el Instituto Geográfico Argentino, del que fue su primer presidente y por esa época gestionó una subvención a Florentino Ameghino para la publicación de sus estudios sobre los mamíferos fósiles.
Tras la campaña de Roca, a fines de 1879, hizo un largo viaje al norte de la Patagonia y reunió sus observaciones en Viaje al país de los araucanos, publicado en 1881, primer tomo de una trilogía, que se completó con La Región del Trigo, del año 1883, y A través de las cabañas, de 1888. Posteriormente escribió unas crónicas noveladas sobre los caciques Calfucurá y Painé, y sobre una inexistente cacica huiliche, Relmú.

Homenaje a Belgrano por el centenario de su fallecimiento. Con firma y foto de Estanislao Zeballos.

## Trayectoria política

### Diputado provincial, diputado nacional, candidato a gobernador y diputado nacional por segunda vez
También en 1879, el joven Estanislao Zeballos fue elegido diputado provincial, en una lista que incluía a Bernardo de Irigoyen, Miguel Cané, Lucio Vicente López, Miguel Goyena, Nicolás Calvo, Delfín Gallo, Luis Sáenz Peña, José C. Paz, Antonino Cambaceres e Hipólito Yrigoyen. Al año siguiente fue elegido diputado nacional, y durante la revolución de 1880 acompañó la gestión del presidente Nicolás Avellaneda. Acompañó al general Eduardo Racedo en la batalla de Puente Alsina, los días 20 y 21 de junio.
Durante su primera gestión como diputado nacional fue autor de numerosas iniciativas de leyes: la reforma del Código de Procedimiento y del Código de Comercio, la de creación de colonias agrícolas, la de vinos, la de ferrocarriles, la de creación de la Universidad Federal de Rosario, la de Matrimonio Civil, la de prenda agraria.
Al concluir su primer mandato de diputado nacional, a los 30 años, se presentó como candidato a gobernador de Santa Fe; fundó el Partido Constitucional, que postuló su candidatura en 1885, año previo a las elecciones de 1886, durante la gobernación de Manuel María Zavalla. Una comisión que apoyaba su candidatura viajó a Buenos Aires a entrevistarse con el presidente Roca; pero éste le negó su apoyo, debido a que Zeballos apoyaba en el orden nacional a Bernardo de Irigoyen contra el candidato de Roca –y cuñado suyo, que llegó a la presidencia– Miguel Juárez Celman. No obstante, volvió a ser electo diputado nacional en 1886.

### La Sociedad Rural y el Ministerio de Relaciones Exteriores
En 1888 Estanislao Zeballos fue elegido presidente de la poderosa y prestigiosa Sociedad Rural Argentina, cargo que desempeñó hasta 1891.
En 1889, siendo Zeballos Presidente de la Cámara de Diputados de la Nación, fue nombrado Ministro de Relaciones Exteriores por el presidente Juárez Celman. 
Fue nuevamente Canciller entre octubre de 1891 y octubre de 1892, durante la presidencia de Carlos Pellegrini, gestión durante la cual rechazó el reclamo británico de indemnizaciones a súbditos de ese país que habían sufrido daños durante la revolución del 90. 
En 1891, aprovechó el impasse del Caso Baltimore entre Chile y Estados Unidos ofreciendo ayuda de todo tipo a este último país para invadir militarmente el norte chileno, aduciendo como pantalla deficiencias limítrofes el Tratado de 1881, un asunto ya zanjado entre Argentina y Chile.  Chile finalmente zanjó diplomáticamente su asunto con Estados Unidos, quedando Argentina en muy mal pie en sus relaciones con el país limítrofe donde un estado de guerra era posible.
Ante el riesgo de que el país se viera enfrentado a Chile por las cuestiones de límites, el nuevo ministro formó una Comisión Especial con el fin de adquirir armamento moderno en Europa. La presidía José C. Paz, entonces Ministro en Francia, y era uno de sus integrantes el después general Pablo Riccheri, quien dejó la crónica de su misión en Europa. Renunció junto con la mayor parte del gabinete en el mes de abril de 1890, al comenzar la crisis que llevó a finales de ese año a la Revolución del Parque.
También enfrentó reclamos de Francia por la expulsión de un buque de esa bandera de aguas territoriales argentinas. A raíz de ese hecho firmó un tratado comercial y de navegación con ese país en 1892.
Presentó al gobierno chileno varias diferencias interpretativas sobre el tratado de límites de 1881. Y también tuvo una actuación destacada en el llamado Incidente Baltimore, interviniendo a favor de los Estados Unidos y contra el gobierno chileno que sucedió al derrocado presidente José Manuel Balmaceda.
Al año siguiente fue nombrado Ministro Plenipotenciario en México, pero fue desviado a los Estados Unidos, donde se entrevistó con el presidente Grover Cleveland por el laudo por la cuestión de límites con el Brasil en la provincia de Misiones.
Fue elegido por segunda vez presidente de la Sociedad Rural Argentina para el periodo 1892–1894.

### Abogado y académico
De regreso se apartó durante varios años de la política, dedicándose al ejercicio liberal de la profesión de abogado y como profesor en la Universidad de Buenos Aires. En 1901 fue incorporado como miembro a la Junta de Historia y Numismática Argentina y Americana, actual Academia Nacional de la Historia de la República Argentina.

### Ministro de Relaciones Exteriores por tercera vez
Hacia 1905 Estanislao Zeballos volvió a ser considerado en las gestiones diplomáticas, a raíz de la publicación de un artículo titulado "El incidente de límites con Chile sobre las islas Nueva y Picton", referido al conflicto sobre la soberanía del Canal de Beagle.
En noviembre de 1906 fue designado Ministro de Relaciones Exteriores por el presidente José Figueroa Alcorta. Durante su gestión se dedicó a contrarrestar la propaganda belicista del Brasil y a tratar de adquirir armamento, en especial naves de guerra, para prevenir una situación bélica con ese país, por lo que fue acusado de tener una postura armamentista. En Brasil, Zeballos fue especialmente conocido por haber planeado una ofensiva sobre ese país en caso de guerra, que incluiría la ocupación militar de Río de Janeiro. Fue también acusado de haber fraguado un documento del Barón de Río Branco, destacado diplomático de ese país.  Su posición activa de defensa de los límites de su país, abandonando la actitud negligente de sus antecesores, fue interpretada por Chile y Brasil como generación de conflictos de límites que antes no existían. Sus ideas hacia Brasil y Chile estuvieron fuertemente marcadas por el positivismo y el darwinismo social.
En 1908 asumió interinamente el Ministerio de Justicia e Instrucción Pública, pero una crisis de gabinete lo obligó a renunciar ambos cargos en junio de 1908.
Inició entonces una gira por el interior del país, para exponer ante diversos auditorios su punto de vista sobre la política exterior argentina, que se extendió hasta el año siguiente. Recopiló sus discursos y los artículos aparecidos en la Revista de Derecho, Historia y Letras entre los años 1908 y 1910 en una obra titulada La Diplomacia Desarmada, en que defendía el equilibrio de fuerzas militares como base para la paz y garantía de una justicia equitativa en los pleitos.
Respecto a la búsqueda de la paz a todo trance, decía:

"¡Cuánta pena me causa, señores, que se profane a diario en la República Argentina el augusto nombre de la paz! La paz no es el suicidio, la paz es la vida."

En ese período también abogó por la reorganización del transporte ferroviario según los intereses argentinos: 

Necesaria reorganización de los ferrocarriles y demás medios de transportes, para reducirlos a un sistema en que predomine el interés nacional, como único medio de defender los derechos de la producción argentina, contra intereses privados legítimos, ciertamente, pero que comienzan a predominar en nuestras administraciones, en la prensa y en los círculos políticos, excediéndose de tal suerte que se debilitan las esperanzas de controlarlos...

### Diputado nacional por tercera vez
Estanislao Zeballos volvió a ser diputado nacional desde 1912 a 1916, período durante el cual tuvo sus más destacadas actuaciones legislativas. Durante una interpelación al excanciller Luis María Drago y el entonces canciller José Luis Murature, el mismo que antes se opusiera como periodista a su gestión, terminó por convencer de su postura al mismo canciller.
Durante un debate sobre redescuento de las carteras bancarias, en julio de 1914, afirmó:

“En materia de protección de los capitales extranjeros el país ha ido hasta la abdicación de su soberanía y de su dignidad; de su soberanía porque hemos puesto el atributo supremo de emitir la moneda en manos de extranjeros desconocidos...; de nuestra dignidad porque no nos defendemos de las explotaciones del Capital extranjero, que ha llegado a constituir monopolios, de manera, que pocas manos manipulan la riqueza argentina, imponiendo la ley voraz de los precios a los grandes y a los pequeños, al trigo y al pan.”

Su discurso como diputado en defensa de los derechos argentinos ante el apresamiento del vapor Presidente Mitre por Gran Bretaña en 1915, fue incorporado al Diario de Sesiones de la Cámara de Representantes de los Estados Unidos, por su acopio de doctrina jurídica sobre Derecho Internacional Público.
Otros proyectos en los que tuvo importante actuación fueron los referidos a agricultura, irrigación, convenciones sanitarias, comercio de carnes, prenda agraria, construcción de caminos y fomento de la navegación marítima con pabellón argentino.

## Académico
En 1918, fue nombrado como decano de la Facultad de Derecho de la Universidad de Buenos Aires, en la que fue profesor de derecho internacional privado durante 24 años. Sistematizó la que llamó "Teoría Argentina del Derecho Privado Humano", que fue aprobada por la Asociación de Derecho Internacional en 1922, uno de cuyos principios originales fue la introducción de la extraterritorialidad del domicilio en el orden privado, política que dejaría graves secuelas de impunidad en América Latina a favor de empresas extranjeras. Expuso su teoría en un voluminoso libro en 5 tomos traducido al idioma francés, "La Nationalité au point de vue de la législation comparée et du Droit Privé humain".[cita requerida]

## Fallecimiento
Estanislao Zeballos, a los 69 años viajó a los Estados Unidos, invitado por la Universidad de Harvard a participar en un ciclo de conferencias que dictó en idioma inglés. Fueron publicadas póstumamente en 1927.
Desde los Estados Unidos viajó a Inglaterra, falleciendo en Liverpool el 4 de octubre de 1923. Sus restos descansan en el cementerio de la Recoleta.

## Descendencia
Sus descendientes viven en los Estados Unidos, en Palm Beach, Florida, Lansing, Míchigan, como así también en Montreal, Canadá. Otros familiares residen en su país natal, en Corrientes, Mendoza, Rosario, Córdoba y Buenos Aires.[cita requerida]

## Obra escrita
Fue un escritor de gran fecundidad; publicó libros, artículos, conferencias, reseñas biográficas y notas bibliográficas, que sumados superan los 400 títulos.[cita requerida]
- La conquista de 15.000 leguas (1878)
- Episodios en los territorios del sur (1879)
- Viaje al país de los araucanos (1881)
- Descripción amena de la República Argentina (1883)
- El Avance de la Frontera a los Andes (1883)
- Callvucurá y la dinastía de los piedra (1884)
- Painé y la dinastía de los zorros (1886); (1890) en francés, trad. Mme Menjou].
- Relmú, reina de los pinares (1888)Relmu, libro publicado en 1893.
- Los porteños
- Los provincianos
- Semblanza del ingeniero Carlos Pellegrini
- Arbitration upon a part of the National Territory of Misiones, disputed by the United States of Brazil. Argentine evidence laid before the President of the United States of America by Estanislao S. Zeballos, envoy extraordinary and Minister Plenipotenciary of the Argentine Republic. (1893, S. Figueroa Printer, New York)
- Colección de papeles sobre el general San Martín (1898)
- El Escudo y los Colores nacionales (1900)
- Fracaso de la instrucción primaria (1908)
- El crédito y el régimen hipotecario de la República Argentina y en el Nuevo Mundo (traducido al francés, 1909)
- La Nationalité au point de vue de la législation comparée et du Droit Privé humain, 5 Vols., París, Sirey. (1914-1919) [Trad. André  Bosq].

También realizó varias reseñas biográficas de más valor literario que historiográfico, como las pertenecientes al Barón de Río Branco, Bartolomé Mitre, Julio Argentino Roca, Domingo Faustino Sarmiento, Martín Miguel de Güemes y Emilio Mitre, amigo suyo desde la infancia.
Entre sus numerosos trabajos inéditos se conservan los manuscritos de una incompleta historia sobre la Guerra del Paraguay, escrita tanto sobre documentos oficiales como con aportes personales del general Mitre, a quien entrevistó semanalmente durante años.